# Packhaken

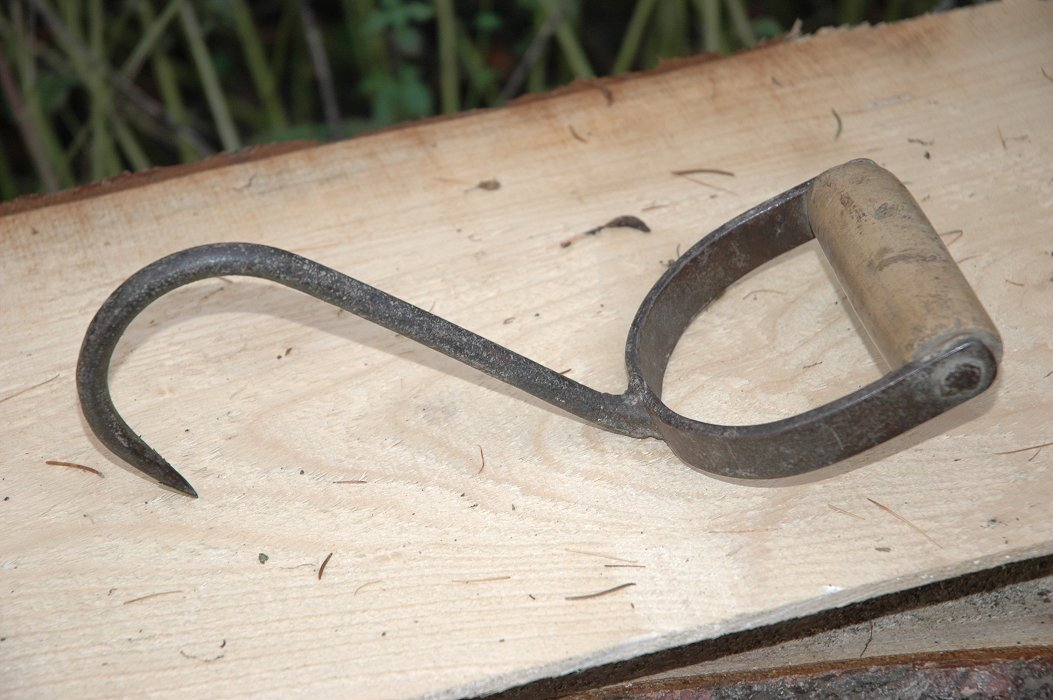
Handgeschmiedeter Stahl-Packhaken mit Holzgriff (älteres Modell)

Ein Packhaken, auch Hebehaken, Handhebehaken oder Forsthaken, ist ein Werkzeug in der Forstwirtschaft, das zum Aufsetzen von Schichtholz verwendet wird. Er dient in erster Linie dem Anheben und dem Transport von Holzrollen.
Moderne Packhaken haben kunststoffummantelte D-Griffe und eine Masse von etwa 600 g. Es kann für sie eine Gebrauchswertanerkennung des Forsttechnischen Prüfungsausschusses des Kuratoriums für Waldarbeit und Forsttechnik beantragt werden.
In der Fischerei und von Pflasterern wird ein ähnliches Werkzeug, der Schauerhaken, verwendet.